# 京岚高速动车组列车
京岚高速动车组列车是中国铁路运行于首都北京市北京南站至福建省省会福州市下属平潭县平潭站间的高速动车组列车，客运里程为2099公里，途经北京市、河北省、天津市、山东省、江苏省、安徽省、浙江省、福建省六省二市，列车客运乘务由北京局集团北京客运段担当。其中北京南站至平潭站运行11小时22分，使用车次为G197次；平潭站至北京南站运行11小时51分，使用车次为G198次。

## 历史
早在2010年2月5日，铁路部门便已开行了北京南～福州的D371/372次卧铺动车组列车，经由京沪，沪昆，萧甬，甬台温，温福铁路运行。但因性价比较低导致无法与春运后的民航以及直达特快列车竞争，开行两月后便草草停运。
2011年7月1日，配合京沪高铁开通，北京南～福州区间时隔一年再次开行动车组列车，是为D301/302次。与一年多前开行的D371/372次不同，D301/302次为朝发夕至列车，在京沪段亦改由京沪高铁运行。
2011年8月28日，随着列车运行图调整，D301/302次车次调整为D365/366次，同时因事故影响，D365/366次降速运行。
2013年7月1日，配合宁杭，杭甬高铁开通，D365/366次南京～宁波区间改由宁杭，杭甬高铁运行。同时升级为高速动车组列车，车次改为G55/56次。
2021年1月20日，配合福平铁路开通，原北京南～福州G55/56次延长至平潭站始发终到。但由于2019冠状病毒病疫情影响，调图后的G55次列车延至1月28日开行，调图后的G56次列车延至1月29日开行。出于对客流的考虑，本对列车在福州枢纽并非经由杭深铁路直接经福州南站转线至福平铁路，而是经由福连铁路进入福州站后才转线至福平铁路。
2021年6月25日，配合京沪高铁运行图重排，本对列车车次调整为G197/198次。

## 使用列车
G197/198次列车使用配属于北京局集团曹庄动车运用所所属CRH380BL。
曾于2011年7月1日至同月23日于D301/302次使用CRH2E型动车组，车号为0139（CRH2-139E）。

## 灾难事故
2011年7月23日晚上8时30分05秒，甬温线浙江省温州市瓯江特大桥上，由北京南站开往福州站的D301次列车（CRH2-139E）由后方与杭州站开往福州南站的D3115次列车（CRH1-046B)发生同向动车组列车追尾事故，后车D301次四节车厢从桥上坠下。造成40人死亡、172人受伤，中断行车32小时35分，直接经济损失19371.65万元。